# Caligrafía árabe
La caligrafía árabe (en árabe: فن الخط‎ [fann al-jaṭṭ], «arte de la línea»; en persa: خوشنویسی‎ [joshnevisí], «escritura bella») es un arte decorativo propio de los pueblos que utilizan el alfabeto árabe y sus variantes. Se suele considerar como la principal de las artes islámicas.

## Simbolismo y función en el Islam
El arte de la caligrafía se desarrolló a la par que la propia escritura árabe y el Islam, tanto para la escritura de finalidad utilitaria como artística. Esta dualidad es perceptible a lo largo de la historia islámica, y la caligrafía ocupa un rol protagonista, convirtiéndose en el arte islámico por excelencia.
Según el Sr. Saïd Saggar, esta importancia y esta antigüedad del arte de la caligrafía deben estar ligadas sobre todo a la importancia de la materia básica del calígrafo, la letra, en la cultura árabe. El calígrafo recuerda así que:

Las letras y los caracteres tienen, entre los árabes, un modo de existencia y presencia extremadamente fuerte, raramente igualado en otros lugares. Las letras constituyen un conjunto de símbolos y significantes dotados de una considerable riqueza e influencia social y espiritual.
Saggar (1993, p. 105)

Así, varias suras del Corán son introducidas por ciertas letras en forma aislada (muqattaʿat) en torno a las cuales son numerosas las interpretaciones (exégesis o en árabe, tafsir); De manera similar, un hadiz dicho por al-Bujari y Múslim atribuye a Mahoma las palabras «este Corán ha sido revelado en siete letras». Las letras son muy utilizadas en el campo de lo irracional (adivinación, amuletos, astrología, etc.). Los místicos han recuperando el tema en gran medida.

El interés por la letra despertó la pasión por el arte de la letra, de modo que la caligrafía se convirtió en la celebración de sus múltiples significados manteniendo la búsqueda de una estética que haga del texto caligráfico un texto legible, comprensible y amado al mismo tiempo.
Saggar (1993, p. 102)

El estatus particular del Corán y la Palabra en la revelación musulmana también son temas esenciales en el desarrollo del arte caligráfico en tierras islámicas. En una religión donde Dios ha hablado, donde la revelación divina ha sido transmitida por el Arcángel Gabriel en árabe, copiar el Corán es un acto de piedad. El libro en sí es un objeto que cobra especial importancia en las sociedades islamizadas. 
Sin embargo, la caligrafía no es solo un arte sagrado. También es un marcador visual de la sociedad islámica, como lo demuestra el uso, a partir de las reformas de ʿAbd Al-Malik (696–699), de acuñación enteramente anicónica y epigráfica. Según Oleg Grabar, esta decisión es una forma del califa omeya de afirmar la originalidad cultural de su imperio frente a los modelos bizantinos y sasánidas, en objetos con valor oficial y simbólico. Esta concepción de la escritura y la caligrafía como marca cultural y artística del Islam es comparable a las dificultades y disputas que se produjeron, durante el mismo período, en torno a la representación figurativa. Para O. Grabar, el hecho de que «la escritura árabe demostró ser el principal proceso iconográfico y ornamental» durante el período formativo del arte islámico es uno de los pocos elementos que le da al arte islámico una apariencia de unidad.

## Orígenes
El desarrollo del arte caligráfico árabe, como el de la propia escritura, está íntimamente ligado a la expansión del Islam a partir del siglo VII. Hasta ese momento, la cultura árabe se transmitía sobre todo oralmente, y aunque los árabes tenían un alfabeto propio, no usaban la escritura más que para anotaciones de carácter mnemotécnico, contabilidad comercial, epitafios y otros usos de poca importancia. En el alfabeto árabe de la época no existían los puntos que hoy distinguen unas letras de otras: así, por ejemplo, las letras "ب", "ت", "ث" (th, t, b) se escribían igual, pues solo se escribía el trazo básico común a todas ellas. El lector debía hacer un esfuerzo suplementario de interpretación según el contexto, lo que generalmente no suponía un problema dado que a menudo el lector era el escritor mismo o alguien que en cualquier caso ya tenía una idea de lo que estaba escrito.
La formación de la umma (Estado islámico), primero en Arabia y luego en territorios de lengua no árabe, plantea dos cuestiones. La primera, la necesidad de fijar el texto del Corán para facilitar su transmisión entre personas no arabófonas, garantizando al mismo tiempo la inalterabilidad del texto.  Es entonces cuando se perfecciona el alfabeto de modo que cada signo represente un único sonido: se inventa el punto, a partir del cual se crean letras diferentes al añadirlo a lo que hasta entonces eran trazos comunes para representar diferentes fonemas. Más adelante se inventará una notación vocálica que se añade a la escritura como signos diacríticos. La escritura árabe queda definitivamente fijada en torno al año 786 con las aportaciones de Jalil ibn Ahmad al-Farahidi. La segunda cuestión planteada es que a medida que el Estado islámico crece, la administración se hace más compleja y requiere un volumen de papeleo desconocido en la organización tribal árabe anterior al islam. Ello impulsa el perfeccionamiento de la escritura, que se hace más rápida y nítida, así como la proliferación de diferentes estilos.

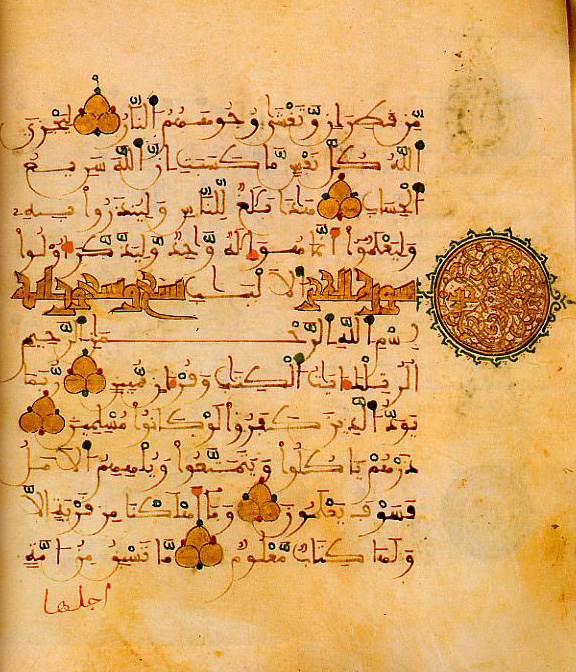
Página de un Corán andalusí. Los trazos más gruesos en el centro de la página son de estilo cúfico.

En los primeros tiempos del Islam, los estilos caligráficos eran básicamente dos, relacionados con el soporte de la escritura. Sobre materiales duros se grababan unas letras más esquemáticas, de aspecto cuadrado, mientras que para soportes blandos se utilizaba una letra cursiva. El primer estilo dará lugar a la escritura cúfica, llamada así por haberse desarrollado en Kufa (Irak), de carácter ornamental y solemne que a su vez derivará en varios estilos. Da lugar también a la cursiva empleada tradicionalmente en el Magreb y al-Ándalus, así como en las zonas de África que están bajo su influencia. De la cursiva original surge el estilo nasji o estilo «de copia», que es el que se utiliza hasta hoy en día como modelo de letra de imprenta, que a su vez dará lugar a formas de escritura muy variadas, entre las que destaca el ruqʿa, cursiva esquemática empleada hoy en la escritura manuscrita, sobre todo en Máshreq.
El desarrollo de la caligrafía como arte va ligado al hecho de que el islam prohíbe la adoración de representaciones figurativas y es así como la caligrafía ofrece en los lugares sagrados un sustituto a la decoración figurativa. En lugar de representar a Dios o al profeta, o cualquier otro motivo figurativo relacionado con la religión, el arte islámico los sustituye por la representación caligráfica de sus nombres, o por frases extraídas del Corán, particularmente la basmala. La escritura árabe en general, al margen de su utilización artística, experimenta una auténtica revolución en época islámica, teniendo en cuenta la utilización marginal que se había hecho de ella en épocas anteriores. Las sociedades islámicas medievales, predominantemente urbanas, tienen un alto grado de alfabetización y las personas cultivadas se precian de dominar diferentes estilos caligráficos. La transmisión oral se mantiene por tradición, sobre todo en el caso del Corán, cuyos estudiosos seguirán aprendiéndolo de memoria, pero paralelamente surge un interés por dejar constancia escrita de todo cuanto sucede, se fabula o se piensa, dando lugar a una extensísima literatura. Los musulmanes justifican este interés por la escritura arguyendo que la primera palabra que les fue revelada por Dios es el imperativo «lee» (iqrā'), que encabeza las primeras palabras que según la tradición dirigió Dios a Mahoma:

"¡Lee, en el nombre de tu Señor, que ha creado,

ha creado al hombre de un coágulo de sangre!

¡Lee! Tu Señor es el Dadivoso,

que ha enseñado el uso del cálamo,

ha enseñado al hombre lo que no sabía."
Corán 96.1-5

## Técnica

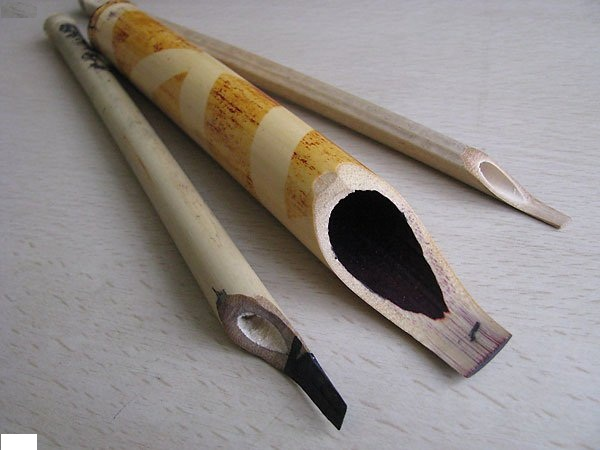
Cálamos de caña empleados en caligrafía árabe

La caligrafía empieza a desarrollarse más allá de su uso funcional con el calígrafo Abu Ali Muhammad Ibn Muqla (m. en 940), que fue visir de tres califas abbasíes. Ibn Muqla y su hermano establecieron las primeras reglas de proporción en el trazado de las letras. Tomaron como medida principal el punto, esto es, el rombo trazado con el cálamo, para medir la longitud de las líneas y el círculo con diámetro igual al de la letra alif (ا) para calcular las proporciones de las letras. Los estilos derivados de la cursiva original se rigen por estas unidades de medida.
El instrumento habitual para la escritura es el cálamo (en árabe, qalam), utilizado aún hoy en día para la caligrafía artística. El cálamo es una caña en cuyo extremo se hace un corte transversal: dicho corte determina la alternancia entre trazos gruesos y finos característica de la mayoría de los estilos caligráficos. En el Magreb y Al-Ándalus se utilizaba sin embargo con más frecuencia un cálamo terminado en punta, como las tradicionales plumas europeas, y por esta razón la llamada escritura andalusí o magrebí no posee alternancia en el trazo. Hay estilos caligráficos menos conocidos que usan otros instrumentos: los musulmanes de China, por ejemplo, usaban el pincel propio de los calígrafos chinos, dando a la caligrafía árabe ejecutada de este modo una apariencia muy peculiar.

## Principales estilos
Todas las formas clásicas que adoptan los caracteres árabes derivan de una de las dos escrituras utilizadas en época preislámica: la cursiva y la hirí, más tarde llamada cúfica.

### Nasji o nasjí
El nasj es el estilo más básico de la caligrafía árabe, derivado de la antigua cursiva preislámica y de las reglas ideadas por Ibn Muqla y Ibn al-Bawwab. El término nasj deriva del verbo nasaja (نَسَخَ), «copiar». Fue desarrollado en el siglo X, modificado en el XV por los otomanos y aún sigue siendo empleado. Es una escritura de caracteres pequeños y equilibrados. Los trazos verticales tienen un sesgo hacia la izquierda, mientras que los extremos inferiores de los horizontales tienden a apuntar hacia arriba. La relación de altas densidades de tinta y la de trazos finos, así como la de curvas y rectas, son similares y armónicas. La velocidad tanto de escritura como de lectura, es rápida.
Sustituyó a otros estilos de la caligrafía árabe en la impresión de libros, pues es la más legible de todas las variedades. Se adaptó para ser impresa y, en la actualidad, es el estilo más usado con mucha diferencia.

### Ruqʿa
El ruqʿa, derivado del nasj, no es un estilo ornamental sino funcional. Su nombre significa «pedazo», porque se desarrolló para poder escribir en pedazos pequeños de papel, de forma que cupiera la mayor cantidad de texto en el menor espacio posible. Para ello simplifica la forma de las letras, elimina totalmente la ornamentación y los diacríticos y tiende a inclinar las palabras de forma que algunos caracteres puedan superponerse a otros. Los dos puntos se convierten en una raya horizontal, los tres puntos en una especie de acento circunflejo y el punto simple reduce su tamaño a la mitad para no confundirlo con la raya. El ruq`a es el estilo más utilizado en la escritura manuscrita hoy en día, sobre todo en los países del Máshreq (oriente árabe).

### Cúfico

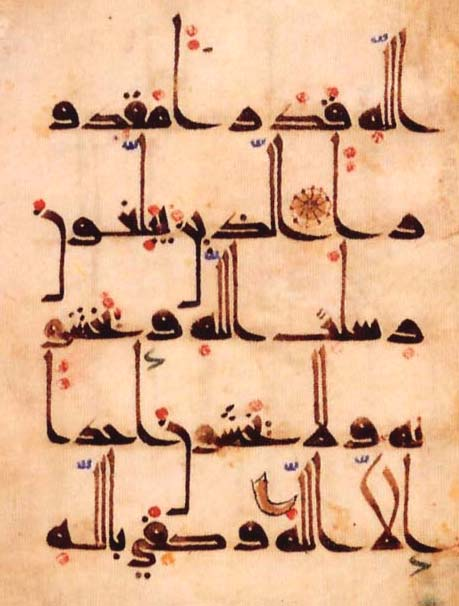
Página del Corán en cúfico antiguo.

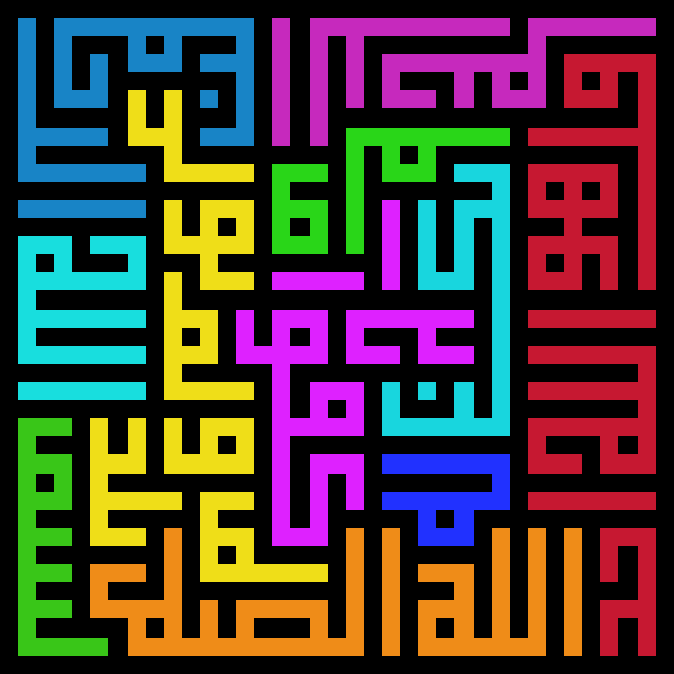
azora del Corán en cúfico geométrico. Se lee en sentido horario, empezando por la palabra verde de la izquierda.

El kūfī o cúfico es llamado así por la ciudad de Kufa, donde se desarrolló a partir del siglo VIII. Es el estilo más antiguo: anteriormente se llamaba hiri, por la ciudad de al-Ḥīra capital del reino Lájmida, y está en sus orígenes influido por el alfabeto siriaco. Se caracteriza por tener ángulos pronunciados y un aire cuadrado en general. Para no romper su aire macizo, con frecuencia los puntos de las letras se reducen a pequeñas rayas casi imperceptibles. Es uno de los estilos más empleados aún hoy en día en rótulos y decoración y el que más variantes tiene, aparte de haber dado lugar a los estilos magrebíes y andalusíes. Entre sus variantes destacan:
- el cúfico florido, en el que los trazos adquieren ciertos rasgos vegetales y se entrecruzan.
- el cúfico geométrico, en la que las letras se estilizan y simplifican formando figuras geométricas. Es uno de los estilos más utilizados en decoración, sobre todo en mosaico y azulejo, al que se adapta perfectamente dado que puede reducirse a una adición de cuadrados. Son frecuentes las inscripciones en cúfico geométrico adornando las paredes exteriores de las mezquitas, los alminares o la base de las cúpulas.

### Zuluz
El thuluth se parece al nasj, del que deriva, pero las letras son más largas en proporción al grueso de la línea. Se desarrolla en el siglo XIII como estilo ornamental, en competencia con el cúfico. El thuluth original dio paso enseguida a una variedad llamada thuluth deformado, en el que las letras se alargan o acortan a voluntad para adaptar la escritura al espacio en el que se inscribe (generalmente un rectángulo). Los huecos dejados por las largas letras suelen rellenarse con signos diacríticos o signos puramente ornamentales sin más valor que el de hacer que el conjunto sea armónico. Un buen ejemplo de este estilo es la inscripción que aparece en la bandera de Arabia Saudí.

### Estilos persas

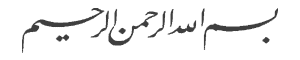
Basmala en escritura nastaʿliq.

El estilo fārsī (persa) y sus derivados proceden del nasj y nace, como su nombre indica, en las regiones de Asia influidas por la cultura persa. Procede del ruq`a y como este, en general se caracteriza por la simplificación de las letras, el alargamiento horizontal de los trazos y la alternancia de tamaños entre unas letras y otras. Dentro de los estilos de origen persa uno de los más célebres es el nastaʿliq, estilo netamente oriental cuyo nombre procede de nasj taʿliq, esto es, «nasj colgante». Se llama de este modo porque, como en otros estilos orientales, no todas las letras se disponen sobre la línea de escritura: las palabras tienden a empezar un poco por encima de la línea y terminan justo sobre la línea, dando la impresión de que cuelgan. Esto permite, además montar ligeramente las palabras unas sobre otras. Tiene una alternancia muy pronunciada entre trazos gruesos y finos, que se consigue alternando dos cálamos, uno de triple grosor que el otro. Además, el cálamo suele girarse al dibujar un trazo, con lo que se consigue que este cambie de grosor, algo inhabitual en el resto de estilos, en los que el cálamo siempre forma el mismo ángulo respecto a la superficie en la que se escribe. El nastaʿliq es el estilo preferente para la letra de imprenta en el urdu y otras lenguas del subcontinente indio que utilizan caracteres de origen árabe (véase la Wikipedia en urdu).

### Diwani

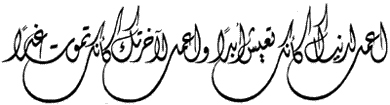
dīwānī

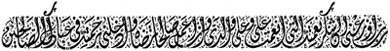
yallī dīwānī

El estilo dīwānī, derivado también del nasj, debe su nombre al hecho de que era utilizado en la administración (dīwān) del Imperio otomano. Fue inventado por el calígrafo Husam Rumi a partir del estilo persa taʿliq, antecesor del nastaʿliq, y se hizo popular durante el reinado de Solimán el Magnífico (1520–1566). Es un estilo barroco, muy ornamental, que se caracteriza por sus líneas alargadas y curvas y porque prolonga los trazos de manera que a menudo se unen entre sí letras que no deberían hacerlo: es frecuente tratar de escribir palabras o frases enteras en dīwānī sin levantar el cálamo del papel. Se acorta asimismo el espacio entre palabras. Este estilo dio lugar a otro, aún más barroco, llamado yallī dīwānī o dīwānī sublime: como en el thuluth, los espacios vacíos se rellenan utilizando diacríticos y signos ornamentales.

### Estilos magrebíes y andalusíes

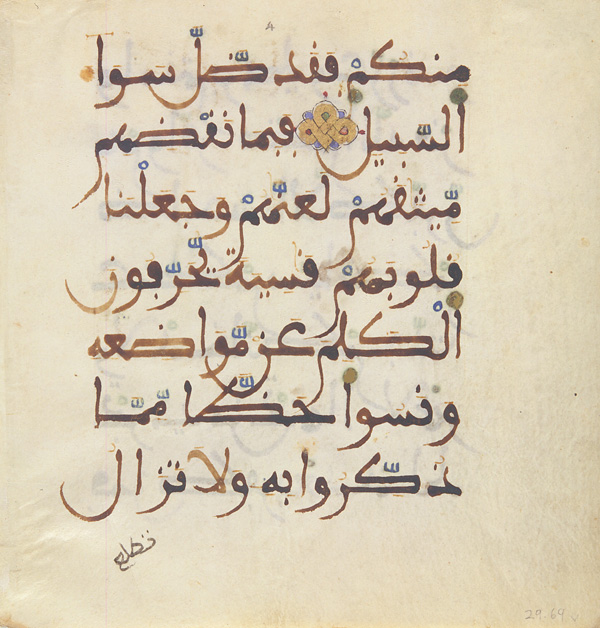
Versículos de la azora 5 del Corán. Ejemplo de estilo magrebí del, en el que se puede apreciar el parentesco con el cúfico.

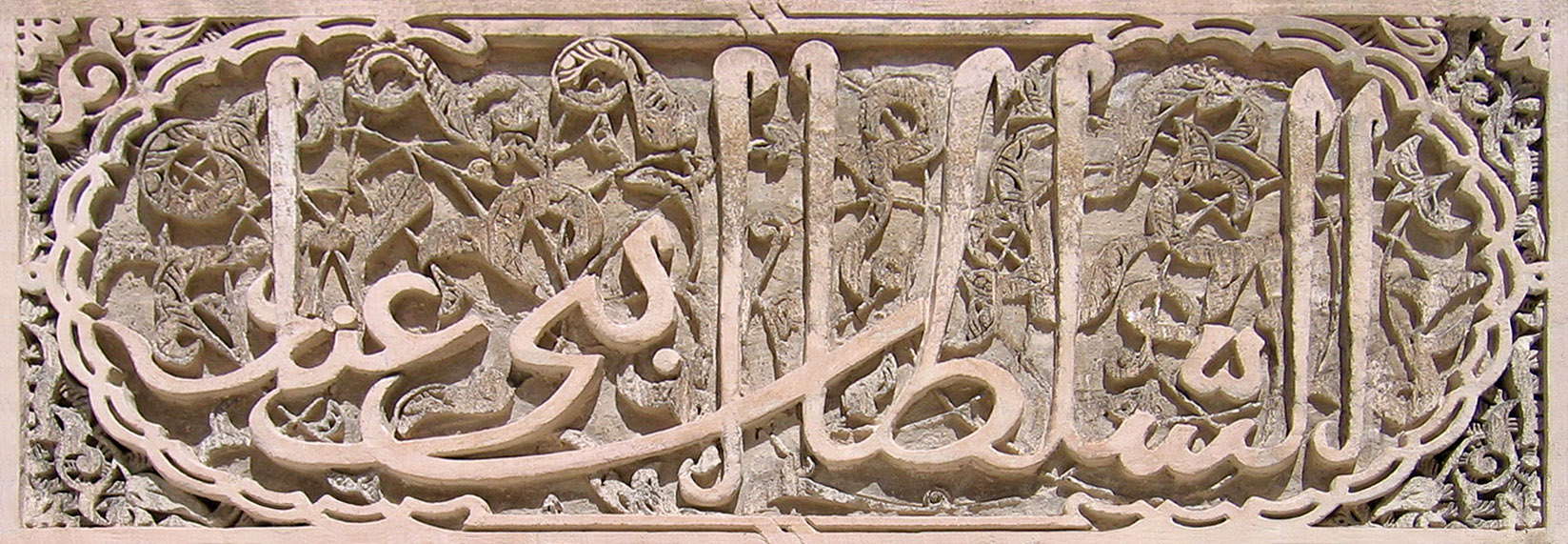
Inscripción en estilo magrebí ornamental en Fez (Marruecos).

Un estilo —o conjunto de estilos— importante es el llamado andalusí o magrebí, que guarda poca relación con los demás porque a diferencia de ellos no deriva del nasj sino del cúfico antiguo. Es la forma de escritura tradicionalmente usada en Al-Ándalus, el noroeste de África y por los pueblos musulmanes de África occidental. Se ejecuta con un cálamo diferente de los que se utilizan habitualmente, pues tiene una punta aguda similar a las de las plumas europeas. Por esta razón, tiene poco grosor en el trazo y este suele ser uniforme. Escapa a las reglas de proporción aplicadas en los demás estilos, por lo que concede una libertad de ejecución más grande.

## Composiciones caligráficas

Animación que muestra los elementos que componen la tughra del sultán Mahmud II. El texto, en árabe, dice: «Mahmud Jan, hijo de Abd al-Hamid, siempre victorioso».

La caligrafía se utiliza a menudo para realizar dibujos o composiciones artísticas que representan objetos, plantas o seres animados, o bien simplemente formas armónicas como composiciones simétricas o figuras geométricas. Estas composiciones no pretenden comunicar un texto sino mostrar la pericia del calígrafo: en general son muy difíciles de leer y por esta razón suelen reproducir mensajes que el espectador ya conoce. Lo más habitual es que se trate de la basmala o invocación ritual musulmana, la shahada o profesión de fe, o bien cortas azoras del Corán que los musulmanes conocen de memoria..
Los ejemplos más antiguos son los que forman figuras geométricas utilizando la escritura llamada cúfico geométrico. En cuanto a las composiciones realizadas con letra cursiva, son clásicas las que reproducen animales o frutos. Un subgénero también clásico son los dibujos 
«en espejo», composiciones dobles en las que el motivo original se reproduce a continuación en forma de reflejo especular, mostrando a través de dicho simbolismo la doble expresión del ser humano, su parte visible material –el cuerpo con sus diferentes manifestaciones– y la interna, representada por el mundo psicológico. 
Dentro de las composiciones caligráficas hay que mencionar la tughra (طغراء en árabe; tuğra en turco) o firma estilizada de los sultanes otomanos que figuraba en el encabezamiento de los documentos oficiales a modo de escudo de armas. Las tugras tienen una forma característica común, y aparte de algunos pequeños detalles únicamente varía el nombre del sultán que aparece en ella.